# IJzeren Poort

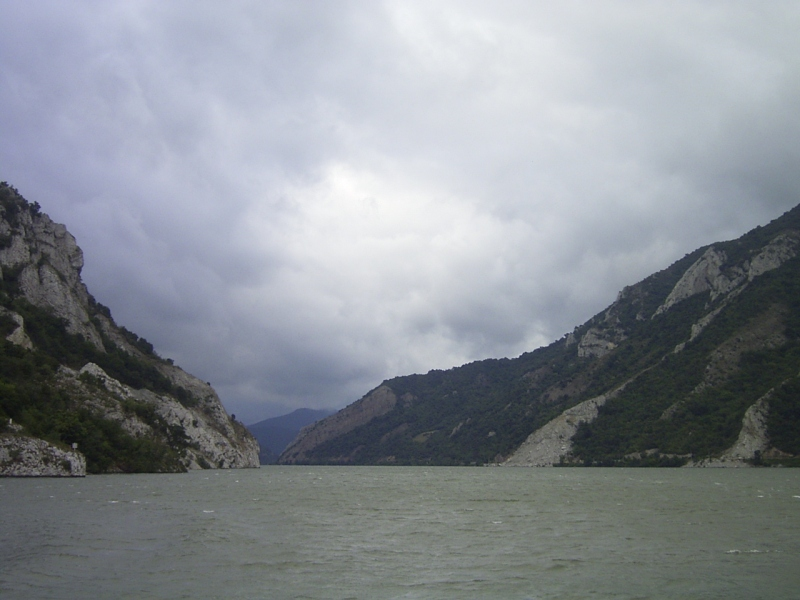
De IJzeren Poort

De IJzeren Poort (Roemeens: Porţile de Fier; Servisch: Гвоздена врата, Gvozdena vrata; Bulgaars: Железни врата, Železni Vrata; Hongaars: Vaskapu; Turks: Demirkapı; Duits: Eisernes Tor) is een kloofdal van de Donau, dat in ruime zin een traject van 134 kilometer lengte omvat, en in enge zin alleen de laatste barrière in dit traject, die even voorbij de Roemeense stad Orșova ligt en waar zich een stuwdam bevindt.
De Donau vormt hier de grens tussen Roemenië in het noorden en Servië in het zuiden. De rivier scheidt op deze plaats de zuidelijke Karpaten van de noordwestelijke uitlopers van het Balkangebergte. In het Roemeens gebruikt men de aanduiding Porțile de Fier, letterlijk "IJzeren Poorten", waarmee dan ook de gehele reeks kloven wordt aangeduid. Een andere Roemeense naam voor het laatste traject is Clisura Dunării, Donaukloof. In Servië staat het kloofdal bekend als Đerdap respectievelijk Đerdapska klisura.

## Ontstaan

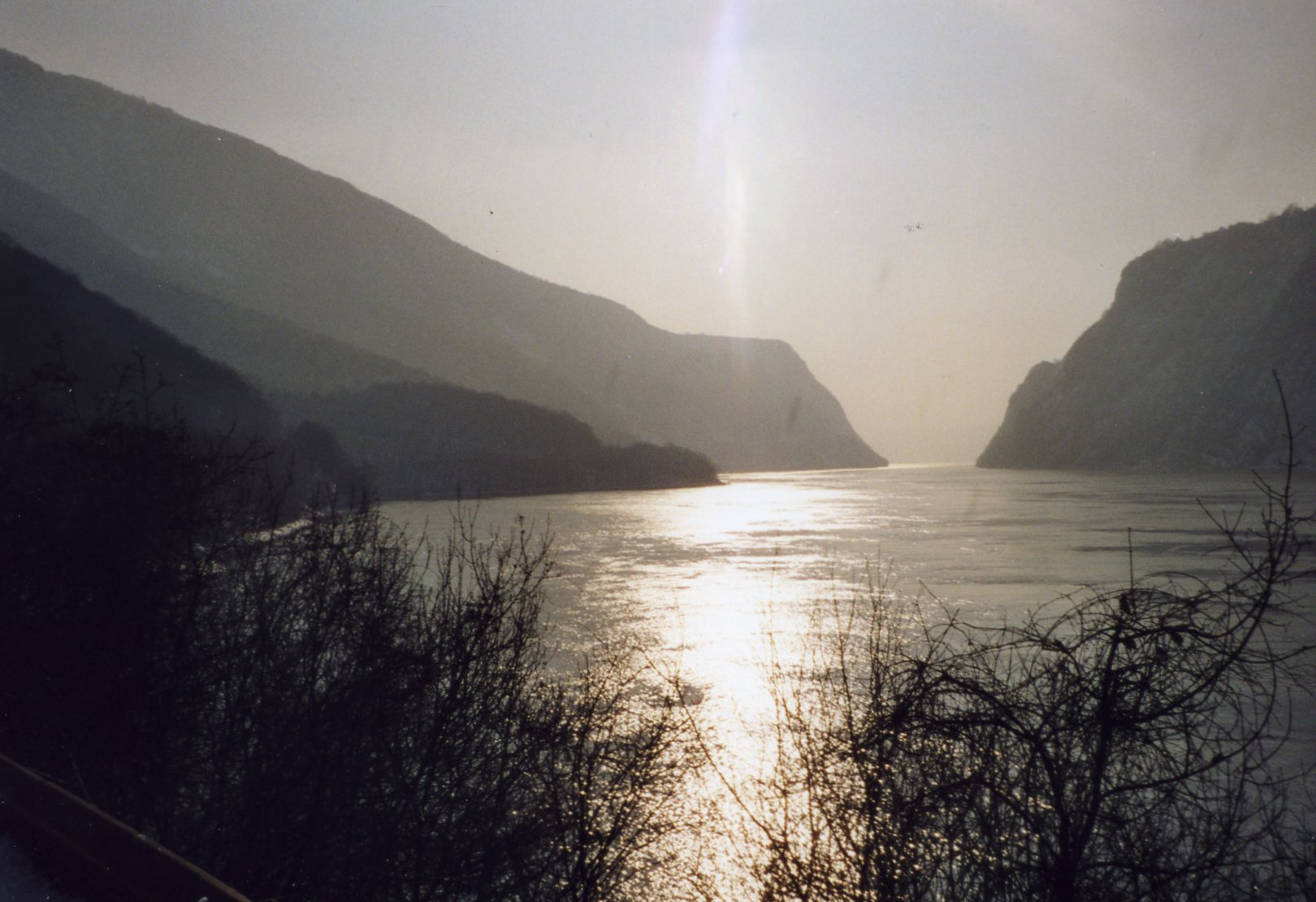
De IJzeren Poort stroomopwaarts

De IJzeren Poort is een antecedent doorbraakdal: de Donau is veel ouder dan de Karpaten en Zevenburgse Alpen en stroomde er al voordat deze bergen zich begonnen te ontwikkelen. Het oprijzen van de bergen ging relatief langzaam en de rivier kon zijn bedding steeds dieper uitslijpen.

## De kloven

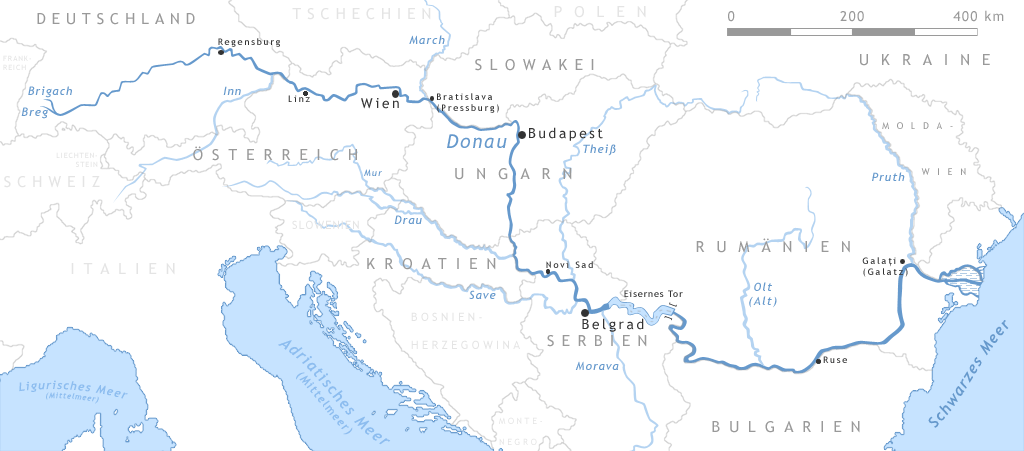
Kaart van de Donau met de IJzeren Poort tussen Servië en Roemenië

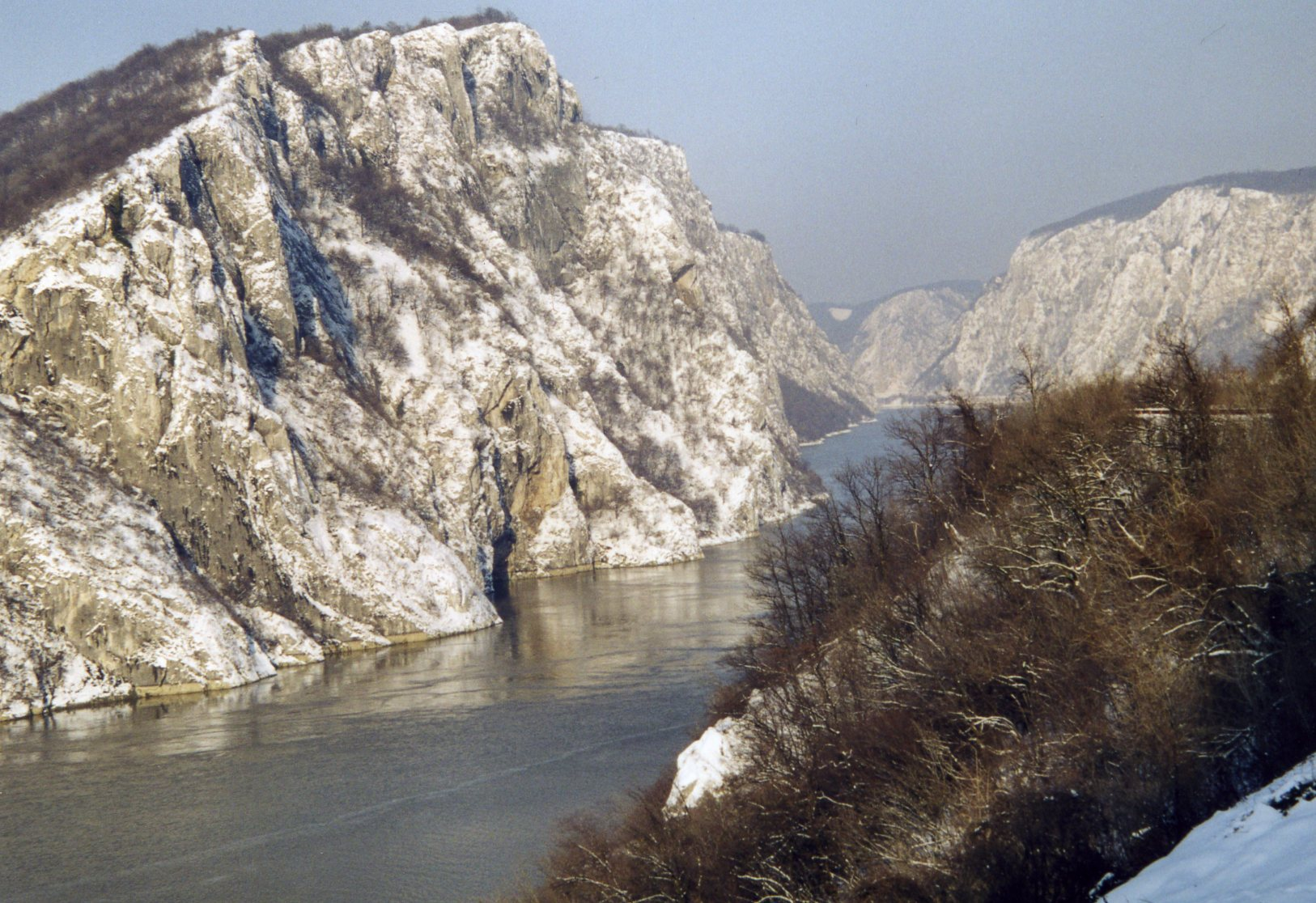
De Kazan-kloof vanaf de rechteroever

De eerste versmalling van de Donau bevindt zich voorbij het (Roemeense) eiland Moldova Veche en heet de Golubac-kloof. Deze is 14,5 kilometer lang en op het nauwste punt 230 meter breed. Aan het begin staat bij Golubac op de Servische oever een middeleeuwse burcht. Via het dal Ljupovska wordt de tweede kloof, Gospodin Vir, bereikt, die 220 meter smal wordt en 15 kilometer lang is. De rotsen worden tot 500 meter hoog en zijn hier vanaf het land het moeilijkst toegankelijk. Het bredere Donji Milanovac vormt de verbinding met de Grote en de Kleine Kazan-kloof, die samen 19 kilometer lang zijn. Het Orșova-dal is het laatste bredere traject voordat de rivier bij de laatste kloof, de Sip-kloof, de laagvlakte van Walachije bereikt.

De Grote Kazan (Kazan betekent "ketel") is de beroemdste en de nauwste kloof van het traject: de rivier versmalt hier tot 150 meter en bereikt er een diepte tot 53 meter. Verder stroomafwaarts bevond zich de legendarische brug van Trajanus die de Romeinse keizer Trajanus liet optrekken door Apollodorus. De brug werd gebouwd tussen 103 en 105, voorafgaand aan Trajanus' verovering van Dacië. Op de rechteroever herinnert een Romeinse plaquette, de Tabula Traiana aan hem. Aan de Roemeense kant is bij de Kleine Kazan rond de laatste eeuwwisseling het gezicht van Trajanus' Dacische tegenstander Decebalus in een rots uitgehouwen.

In de minder spectaculaire kloof Gospodin Vir zijn aanzienlijk oudere schatten blootgelegd: hier werd in de jaren 60 op de rechteroever de archeologische vindplaats Lepenski Vir ontdekt, de belangrijkste in Zuidoost-Europa. Vooral de zandstenen beelden uit het vroege neolithicum spreken tot de verbeelding. Ook elders in de IJzeren Poort bevinden zich archeologische vindplaatsen, die aantonen dat dit gebied al zeer lang bewoond wordt.

## Het kanaal
Het kloofdal was vanwege de rotsbanken en de daarmee samenhangende stroomversnellingen een beruchte doorgang voor de scheepvaart. In het Duits staat het traject nog steeds bekend als de Kataraktenstrecke, al zijn de cataracten nu verleden tijd. Ter hoogte van de eigenlijke IJzeren Poort was de rots Prigrada tot 1896 de belangrijkste hindernis: de rivier verbreedde zich hier sterk en de waterstand was er navenant laag. Stroomopwaarts was de rots Greben bij de Kazan-kloof berucht.

In 1831 was op initiatief van de Hongaarse staatsman István Széchenyi al een plan gemaakt voor het bevaarbaar maken van de doorgang. Uiteindelijk slaagde Gábor Baross, Hongarijes "IJzeren Minister" erin de financiering voor dit project rond te krijgen. Voorbij Orşova blies men vanaf 1890 over een afstand van ruim twee kilometer rotsen op, om een 80 meter brede en drie meter diepe vaargeul tot stand te brengen. De Greben werd over een breedte van ruim twee kilometer verwijderd. Hier was een diepte van twee meter voldoende. Op 17 september 1896 werd het aldus ontstane Kanaal van Sip (genoemd naar het Servische plaatsje op de rechteroever) geopend door de Oostenrijks-Hongaarse keizer Frans Jozef I, de Roemeense koning Carol I en de Servische koning Alexander. 

De resultaten van de inspanningen vielen enigszins tegen. Het kanaal had een zo sterke stroming, dat de schepen stroomopwaarts tot 1973 door een locomotief moesten worden getrokken. De IJzeren Poort bleef aldus een hindernis van betekenis.

## De stuwdam

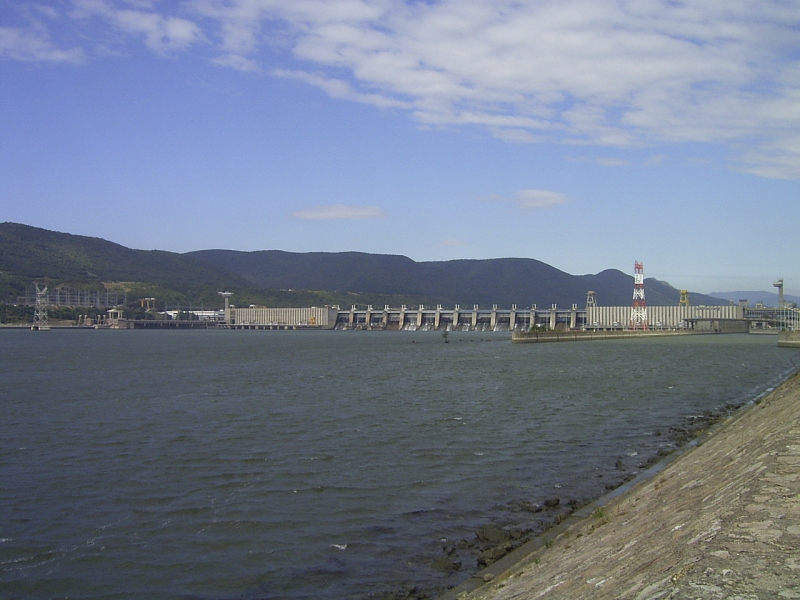
De stuwdam

De bouw van het gemeenschappelijke Roemeens-Joegoslavische megaproject in de vorm van een stuwdam dat de rivier definitief zou bedwingen begon in 1964. In 1972 werd de Đerdap-stuwdam samen met twee waterkrachtcentrales en twee sluizen geopend. 

De bouw van deze dam leidde ertoe dat het dal van de Donau vanaf Belgrado het karakter van een stuwmeer kreeg, en zorgde er bovendien voor dat het waterpeil in de rivier in de buurt van de dam zo'n 35 meter steeg. Het oude Orșova, het Donaueiland Ada Kaleh en nog zeker vijf dorpen met in totaal ruim 17.000 inwoners moesten wijken. De mensen werden elders gehuisvest, maar de nederzettingen zijn voorgoed in de Donau verdwenen. 

De bouw van de dam had ook grote gevolgen voor de natuur, bijvoorbeeld doordat de trekroute van enkele steursoorten er definitief door werd verbroken.
De flora, de fauna en de geomorfologische, archeologische en cultuurhistorische objecten van de IJzeren Poort worden in beide landen sinds de aanleg van de dam wel beschermd: in Servië in het Nationale Park Đerdap (sinds 1974, 63.608 hectare) en in Roemenië in het Natuurpark Porțile de Fier (sinds 2000, 115.655 hectare).
Na de constructie van deze stuwdam werd stroomafwaarts een tweede stuwdam aangelegd, die echter buiten het hier besproken kloofdal ligt.

## Ada Kaleh

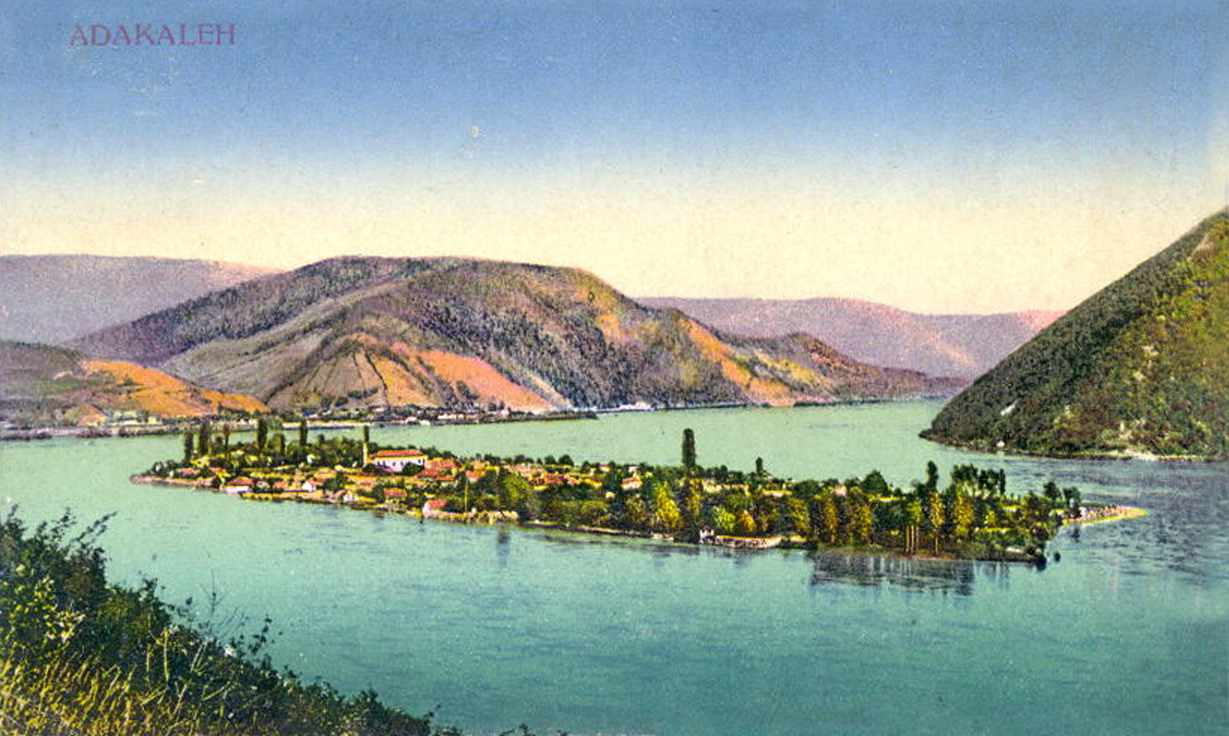
Ada Kaleh in 1909

Het eiland Ada Kaleh is waarschijnlijk het meest tot de verbeelding sprekende slachtoffer van de bouw van de Đerdap-dam. Het was een Turkse enclave, had een moskee en kronkelende straatjes, en gold als vrijhaven en smokkelnest. Behalve Turken woonden er vele andere bevolkingsgroepen.
Het eiland lag ruim drie kilometer stroomafwaarts van Orșova en mat 1700 bij 400-500 meter. Het was ommuurd: de Oostenrijkers hadden er in 1669 een vesting gebouwd tegen de Turken, die sindsdien een twistappel tussen beide rijken zou blijven. In 1699 werd het eiland Turks, van 1716-1718 Oostenrijks, in 1738 na een beleg van vier maanden weer Turks, waarop de Oostenrijkers het in 1789 opnieuw veroverden, maar het in het daaropvolgende vredesverdrag aan de Turken moesten laten. Het eiland verloor daarop zijn militaire betekenis. De Vrede van Berlijn van 1878 drong het Turkse rijk ver terug naar het zuiden: het eiland kwam onder bestuur van Oostenrijk-Hongarije, maar bleef bezit van de Turkse sultan. De bewoners genoten belasting- en tolvrijheid en hoefden niet in dienst. In 1923, toen de Donaumonarchie was verdwenen, kozen de bewoners voor aansluiting bij Roemenië.
De moskee van Ada Kaleh dateerde van 1903 en was gebouwd op de plaats waar eerder een franciscaner klooster stond. Het tapijt, een schenking van de Turkse sultan, bevindt zich sinds 1965 in de moskee van Constanța.
De meeste bewoners van Ada Kaleh emigreerden na de evacuatie van het eiland naar Turkije. Een kleiner deel ging naar de Dobroedzja, een ander Roemeens gebied met een Turkse minderheid.